# Fondation Grand-Paradis
La Fondation Grand-Paradis (pron. fr. AFI: [fɔ̃dasjɔ̃ ɡʁɑ̃‿paʁadi]; in italiano, Fondazione Gran Paradiso) è una fondazione senza scopo di lucro istituita nel 1998 per coordinare e gestire strutture, progetti e attività relativi all'Espace Grand Paradis, il territorio valdostano del Parco nazionale del Gran Paradiso che comprende la Val di Cogne, la Valsavarenche e la Val di Rhêmes e più in generale il territorio gestito dall'Unité des Communes valdôtaines Grand-Paradis.
La Fondation Grand-Paradis ha la propria sede nel Villaggio minatori, un tempo parte del complesso minerario di Cogne e oggi recuperato come centro polivalente. Il sito è ancora caratterizzato da elementi di archeologia industriale.
La Fondazione si finanzia annualmente con i contributi dei soci che, insieme al complesso di beni, rapporti giuridici e altri proventi, costituiscono il suo patrimonio.

## Storia
Fin dagli anni novanta la Regione Valle d'Aosta, collaborando con altri enti locali quali l'Unité des Communes valdôtaines Grand-Paradis e l'Ente Parco, si è mossa per recuperare sul territorio regionale alcune strutture da adibire a centri visitatori; la Fondazione nasce all'interno di questo progetto, definito Grand-Paradis Accueil,  per promuovere il turismo culturale e ambientale nell'area valdostana del Parco nazionale del Gran Paradiso e per ottimizzare la gestione delle risorse messe in campo dagli enti presenti sul territorio.
La Giunta regionale ha approvato in data 10 dicembre 1997 il disegno di legge regionale istitutivo della Fondazione, affidandole una dotazione finanziaria iniziale di 150 milioni di lire.
Fondation Grand-Paradis viene istituita ufficialmente con L. R. n. 14 del 14 aprile 1998. La legge viene modificata dalla L. R. n. 34 del 16 novembre 1999 e in seguito sostituita dalla L. R. n. 14, del 10 agosto 2004, attuale legge regionale di riferimento per la Fondazione. L'onere finanziario previsto dalla legge regionale del 2004 è stato fissato in 250.000 euro annui a partire dal 2005, modificabile in base alle disponibilità di bilancio.

## Siti
Negli anni duemila sono stati aperti gli spazi del Villaggio Minatori e nuovi centri visite all'interno del Parco. Oggi la Fondation Grand-Paradis gestisce i centri visitatori valdostani del Parco nazionale Gran Paradiso, rispettivamente al Villaggio Minatori di Cogne, a Dégioz in Valsavarenche e in località Chanavey a Rhêmes-Notre-Dame e il Giardino alpino Paradisia in Valnontey, oltre ai due castelli di Introd e di Châtel-Argent, alla Maison-musée Jean-Paul II. 

### Lista
La Fondation Grand-Paradis gestisce i seguenti siti:
- a Cogne:
  - Centro espositivo Alpinart
  - centro visitatori del Parco Nazionale Gran Paradiso di Cogne
  - Giardino alpino Paradisia, in località Valnontey
- a Introd:
  - Castello di Introd
  - Maison-musée Jean-Paul II, in località Les Combes
- a Rhêmes-Notre-Dame:
  - centro visitatori del Parco Nazionale Gran Paradiso di Rhêmes-Notre-Dame
- a Valsavarenche:
  - centro visitatori del Parco Nazionale Gran Paradiso di Valsavarenche
- a Rhêmes-Saint-Georges:
  - Maison Pellissier
- a Villeneuve:
  - Châtel-Argent.

## Iniziative
Tra le varie iniziative promosse da Fondation Grand-Paradis ci sono mostre fotografiche, una rete di hotspot Wi-Fi gratuiti nei sette comuni dell'Espace Grand Paradis, il concorso letterario Lupus in fabula, il concorso cinematografico Gran Paradiso International Nature Film Festival - Trofeo Stambecco d'Oro, vari progetti per la mobilità sostenibile e la promozione dei prodotti e dell'imprenditoria locale, laboratori didattici e visite guidate alla scoperta del parco, esperienze di realtà aumentata sui sentieri del Parco nazionale grazie ad un sistema di guide georeferenziate e fruibili da smartphone. Nel corso del 2012 ha festeggiato i 90 anni del Parco nazionale del Gran Paradiso.

## Soci
I soci della Fondazione sono quell'insieme di enti culturalmente e territorialmente presenti nel versante valdostano del Parco: la Regione Valle d'Aosta, l'Unité des Communes valdôtaines Grand-Paradis, l'Ente Parco del Parco nazionale Gran Paradiso, i comuni di Aymavilles, Cogne, Introd, Rhêmes-Saint-Georges, Rhêmes-Notre-Dame, Valsavarenche e Villeneuve. Oltre a questi soggetti la legge regionale del 2004 ha indicato previa riconferma il Museo minerario regionale e l'Associazione professionale Guide del Parco nazionale Gran Paradiso.

## Organi
Gli organi della Fondation Grand-Paradis sono: il presidente, il consiglio di amministrazione, il comitato esecutivo, il collegio dei revisori dei conti.
Attuale presidente della Fondazione è Corrado Jordan. Luisa Vuillermoz è la direttrice.